# ピンクダイヤモンド (アン・ルイスの曲)
「ピンクダイヤモンド」（PINK DIAMOND）は、アン・ルイスの25枚目のシングル。1985年3月5日にビクター音楽産業より発売された。規格品番はSV-7479。

## 概要
表題曲の制作は「六本木心中」と同じ作詩・湯川れい子、作曲・NOBODY、編曲・伊藤銀次によるもの。
アン・ルイス本人が出演した大塚食品「アルキメンデス」CMソングとして使用された。
アン本人は非常に気に入っている楽曲であったが、本曲発売後に前作の「六本木心中」が再浮上のロング・ヒットとなり、結果的に埋もれる形となった事を残念がるコメントが当時のオリコン・ウィークリーに掲載された。
B面曲「DANCE W/ME」は全編英語詞の楽曲で、作詩・作曲はアン自身が手掛けている。
2020年9月2日にはMEG-CDとして復刻された。規格品番はVODL-30142。

## 収録曲
1. ピンクダイヤモンド
作詩: 湯川れい子 / 作曲: NOBODY / 編曲: 伊藤銀次
2. DANCE W/ME
作詩・作曲: Annie / 編曲: 伊藤銀次

## 参考資料
- オリコン『SINGLE CHART-BOOK COMPLETE EDITION 1968-2005』オリコン・マーケティング・プロモーション、2006年4月。ISBN 9784871310765。